# Gran Premi d'Espanya de Motocròs 250cc 1979
L'edició de 1979 del Gran Premi d'Espanya de Motocròs 250cc fou la 18a d'aquesta prova. Organitzat per la Penya Motorista 10 x Hora, el Gran Premi era la primera prova del Campionat del Món d'aquell any i tingué lloc el cap de setmana del 7 i 8 d'abril al Circuit del Vallès, en terrenys de l'antiga Mancomunitat Sabadell-Terrassa (actualment dins el terme municipal de Terrassa). Hi participaren 44 pilots de 17 països diferents (quatre dels quals catalans) i hi assistiren 50.000 espectadors.
Fou un Gran Premi marcat per l'excés de pols, ja que a diferència d'anys anteriors, aquesta vegada la pista no es va regar com calia. D'altra banda, cal dir que amb el seu segon lloc a la segona mànega, Toni Elías aconseguí en aquesta edició el millor resultat mai obtingut per un català fins aleshores al mundial de motocròs.

## Patrocinadors
Les principals empreses i entitats patrocinadores de la prova varen ser aquestes:
| - Banco de Vizcaya - Pirelli - Camel - Coca-Cola | - Lubricants Motul - Lubricants ERTOIL - Carburadors Bing (Carbuberibar, S.A.) - Equipomotores Mahle |

## Horaris
| Dia      | Hora inici | Hora final | Programa                                                      |
| -------- | ---------- | ---------- | ------------------------------------------------------------- |
| Dissabte | 14:30      | 14:55      | Entrenaments pilots Sènior i Súper 250cc                      |
| Dissabte | 15:00      | 15:25      | Entrenaments Trofeu Montesa                                   |
| Dissabte | 15:30      | 15:55      | Mànega classificatòria pilots Sènior i Súper 250cc (6 voltes) |
| Dissabte | 16:00      | 16:25      | Mànega classificatòria Trofeu Montesa (6 voltes)              |
| Dissabte | 16:30      | 16:55      | Entrenaments pilots internacionals                            |
| Dissabte | 17:00      | 17:35      | Primera mànega pilots Sènior i Súper 250cc (30' més 2 voltes) |
| Dissabte | 17:45      | 18:15      | Primera mànega Trofeu Montesa (20' més 2 voltes)              |
| Dissabte | 18:20      | 18:55      | Entrenaments pilots internacionals                            |
|          |            |            |                                                               |
| Diumenge | 8:15       | 8:45       | Entrenaments pilots internacionals                            |
| Diumenge | 8:45       | 9:45       | Entrenaments pilots internacionals                            |
| Diumenge | 9:50       | 10:25      | Segona mànega pilots Sènior i Súper 250cc                     |
| Diumenge | 10:30      | 10:55      | Presentació dels pilots internacionals                        |
| Diumenge | 11:05      | 11:55      | Primera Mànega GP d'Espanya 250cc                             |
| Diumenge | 12:10      | 12:40      | Segona mànega Trofeu Montesa                                  |
| Diumenge | 13:10      | 13:55      | Segona Mànega GP d'Espanya 250cc                              |

1. ↑  La prova del Trofeu Montesa estava reservada a pilots Júnior, que hi havien de participar amb el model Cappra VE de 125cc

## Participants

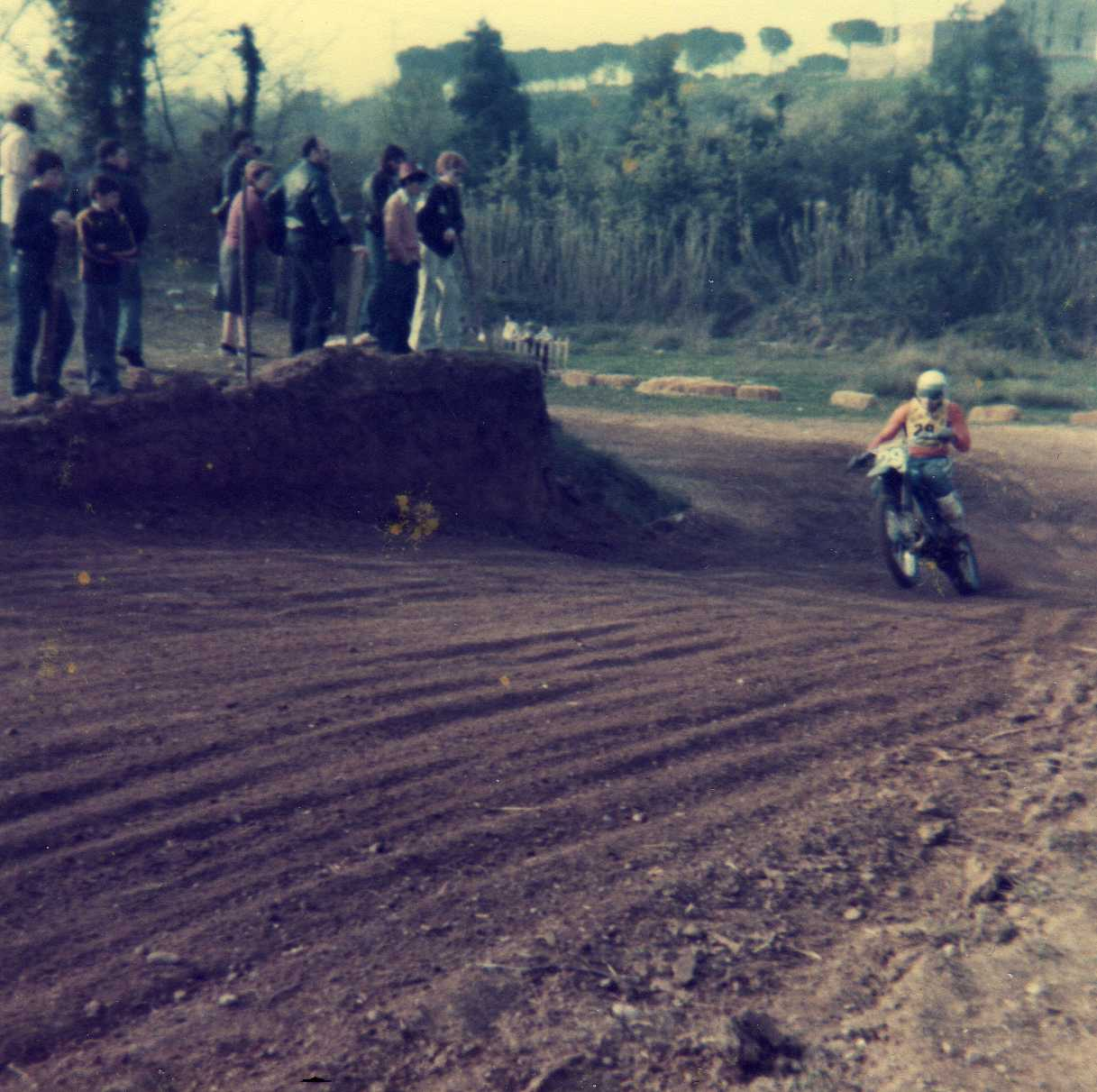
Fritz Schneider, l'únic pilot de l'equip Sachs

A l'edició de 1979 s'hi varen presentar tots els equips dels fabricants que en aquell moment competien al mundial, els principals dels quals eren aquests:
| - Maico - Husqvarna - Bultaco - Montesa - KTM - Suzuki - ČZ | - Kawasaki - Yamaha - Honda - SWM - Beta - Aprilia - Sachs |

## Entrenaments
| Posició | No. | Pilot            | Motocicleta | Temps |
| ------- | --- | ---------------- | ----------- | ----- |
| 1       | 7   | Håkan Carlqvist  | Husqvarna   | 2:57  |
| 2       | 20  | Jim Pomeroy      | Bultaco     | 2:58  |
| 3       | 32  | Fernando Muñoz   | Montesa     | 2:59  |
| 3       | 1   | Guennady Moiseev | KTM         | 2:59  |
| 3       | 4   | Vladimir Kavinov | KTM         | 2:59  |
| 6       | 36  | Daniel Pean      | Montesa     | 3:00  |

## Curses

### Primera mànega
| Posició | No. | Pilot              | Motocicleta |
| ------- | --- | ------------------ | ----------- |
| 1       | 9   | Jaroslav Falta     | ČZ          |
| 2       | 7   | Håkan Carlqvist    | Husqvarna   |
| 3       | 30  | Rolf Dieffenbach   | Kawasaki    |
| 4       | 15  | Vaughan Semmens    | Maico       |
| 5       | 5   | Neil Hudson        | Maico       |
| 6       | 4   | Vladimir Kavinov   | KTM         |
| 7       | 32  | Fernando Muñoz     | Montesa     |
| 8       | 31  | Toni Elías         | Bultaco     |
| 9       | 39  | Jan Kristoffersen  | Yamaha      |
| 10      | 26  | Jaak Van Velthoven | KTM         |

### Segona mànega
| Posició | No. | Pilot              | Motocicleta |
| ------- | --- | ------------------ | ----------- |
| 1       | 7   | Håkan Carlqvist    | Husqvarna   |
| 2       | 31  | Toni Elías         | Bultaco     |
| 3       | 5   | Neil Hudson        | Maico       |
| 4       | 3   | Hans Maisch        | Maico       |
| 5       | 9   | Jaroslav Falta     | ČZ          |
| 6       | 1   | Guennady Moiseev   | KTM         |
| 7       | 30  | Rolf Dieffenbach   | Kawasaki    |
| 8       | 4   | Vladimir Kavinov   | KTM         |
| 9       | 20  | Jim Pomeroy        | Bultaco     |
| 10      | 26  | Jaak Van Velthoven | KTM         |

## Classificació final

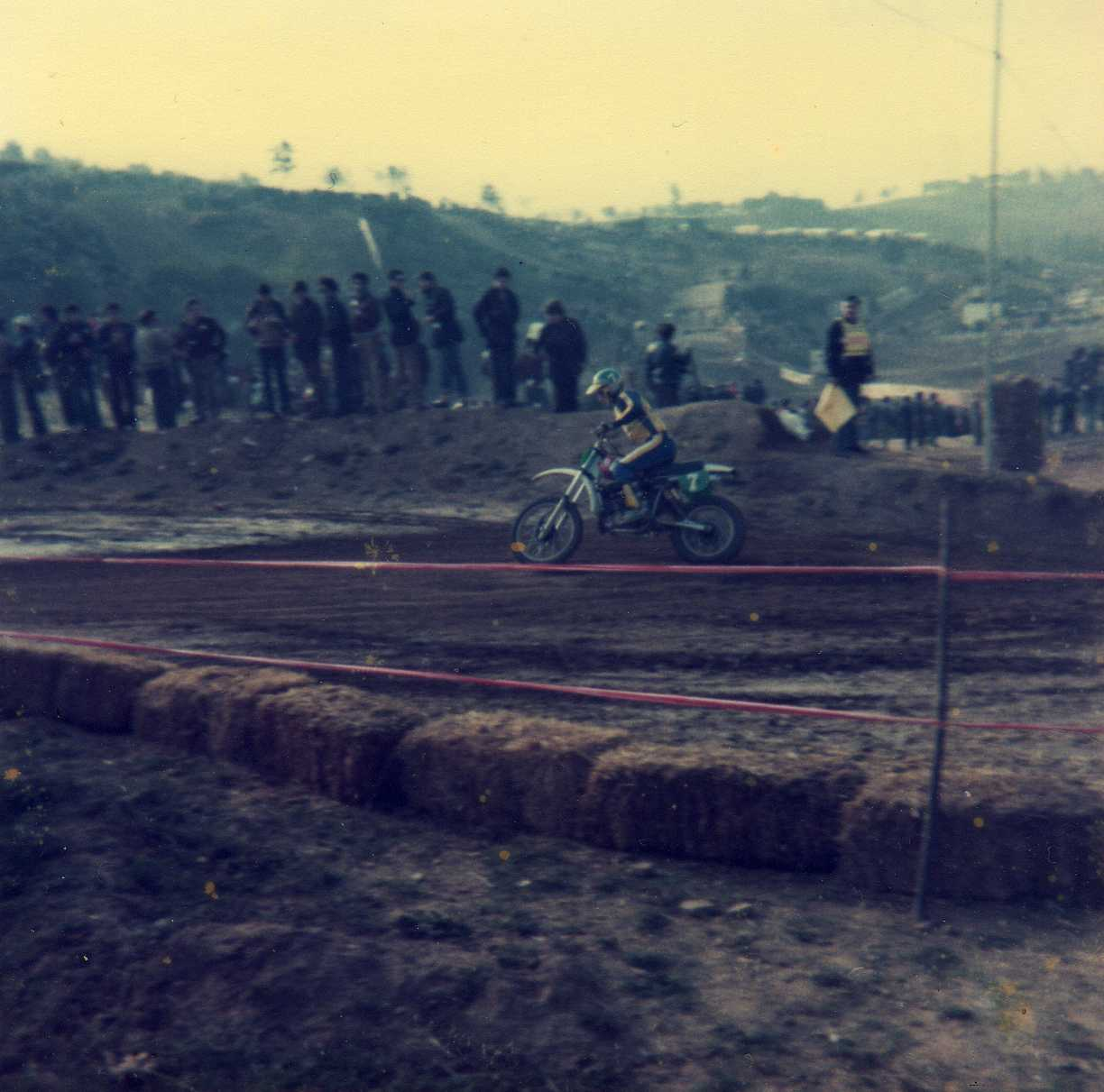
Håkan Carlqvist, guanyador del GP, durant la primera mànega

| Posició | Pilot            | Motocicleta | Punts (GP) | Punts (Mundial) |
| ------- | ---------------- | ----------- | ---------- | --------------- |
| 1       | Håkan Carlqvist  | Husqvarna   | 3          | 27              |
| 2       | Jaroslav Falta   | ČZ          | 6          | 21              |
| 3       | Neil Hudson      | Maico       | 8          | 16              |
| 4       | Rolf Dieffenbach | Kawasaki    | 10         | 14              |
| 5       | Toni Elías       | Bultaco     | 10         | 15              |
| 6       | Vladimir Kavinov | KTM         | 14         | 8               |

1. 1 2  L'empat a 10 punts entre Elías (8+2) i Dieffenbach (3+7) es resolgué pel còmput global de temps, favorable a l'alemany per cosa d'un minut (1h35:07.46 de Dieffenbach contra 1h36:06.33 d'Elías).